# Wapen van Vught

Het wapen van de gemeente Vught (19 maart 2001)

Het wapen van de gemeente Vught (16 juli 1817)

Het wapen van Vught is het wapen van de Noord-Brabantse gemeente Vught. Het werd op 19 maart 2001 bij Koninklijk Besluit vastgesteld en verving het wapen uit 1817.

## Geschiedenis; De Vughtse gemeentewapens van 1817 en 2001
Het wapen van Vught, dat in 1817 werd verleend, was gebaseerd op vier achtereenvolgende schependomszegels en een inktstempel, zoals die vanaf het midden van de veertiende eeuw tot het begin van de negentiende eeuw in gebruik waren. Het was een zogenaamd zegelwapen, dat – zoals zoveel wapens uit die tijd – de rijkskleuren blauw en goud kreeg. Het wapen liet de oude St. Lambertuskerk en de St. Pieterskerk zien, een schildje met de Brabantse leeuw en daarboven een sleutel. Deze staat niet voor het attribuut van St. Petrus (een van beide parochieheiligen), maar voor het gezagssymbool van de schenen/raadsleden. Twee gekruiste palmen vulden de schildpunt.
Zegels moeten zo ingewikkeld mogelijk zijn om vervalsing te vermijden. De essentie van een goed, heraldisch verantwoord wapen is juist eenvoud, een zo groot mogelijke herkenbaarheid en een evenwichtige verdeling van de symbolen over het schild. Daarom werd er in de jaren tachtig van de vorige eeuw door de Hoge Raad van Adel (HRvA) en de Noord-Brabantse Commissie voor Wapen- en Vlaggenkunde (NCWV) aangedrongen op revisie van het wapen. De NCWV kwam in 1988 met een voorstel om de leeuw, de sleutel en de twee kerken ieder in een eigen kwartier te plaatsen. De kleuren van het wapen zouden voornamelijk rood en zilver zijn. In Vught leefden echter grote bezwaren om de kerken na zoveel eeuwen te scheiden door plaatsing in afzonderlijke kwartieren. Bovendien was men gekant tegen de rigoureuze kleuromzetting.
Van de hand van H. Das-Horsmeier kwam een nieuw ontwerp tot stand, dat door de HRvA en binnen Vught werd goedgekeurd. Het revisieproces liep echter vertraging op, doordat de mogelijkheid bestond dat Vught bij ’s-Hertogenbosch gevoegd zou worden. Een nieuw wapen zou dan weinig zin hebben. Nadat in 1991 het besluit was gevallen dat Vught zelfstandig zou blijven, heeft het nog jaren geduurd voor een officieel verzoek om wapenrevisie bij de Minister werd ingediend. Bij Koninklijk Besluit d.d. 19 maart 2001 kreeg Vught eindelijk haar nieuwe, gereviseerde wapen.

## Beschrijvingen

### Beschrijving van het wapen, bevestigd bij Besluit Hoge Raad van Adel van 16 juli 1817
De beschrijving van het wapen dat op 16 juli 1817 werd bevestigd, luidt als volgt:
*"Zijnde van Lazuur, waarop een Schild van goud, beladen met eenen klimmenden Leeuw van Lazuur, waarop een Sleutel staande en pal, verzeld aan iedre zijde van eene Kerk en en pointe van twee Palmen geplaatst en sautoir; alles van goud."NB
- De heraldische kleuren van het wapen zijn: azuur (blauw) en goud. Dit zijn de rijkskleuren.
- En pal (Fr.): paalsgewijze.
- En pointe (Fr.): in de schildpunt.
- En sautoir (Fr.): schuingeplaatst, zoals het St. Andries- of schuinkruis.

### Beschrijving van het wapen, verleend bij Koninklijk Besluit van 19 maart 2001
De beschrijving van het wapen dat op 19 maart 2001 aan de gemeente werd toegekend, luidt als volgt:
“Doorsneden; I gedeeld: a in sabel een leeuw van goud, getongd en genageld van keel; b in goud een omgewende sleutel van keel; II in azuur twee kerken van goud, verlicht van het veld, de toren toegewend en gestopt met op een bol geplaatst streepkruis, waarop een haan, de linker omgewend, de daken getopt met een op een bol geplaatst breedarmig kruis.”
NB
- De heraldische kleuren zijn sabel (zwart), goud, keel (rood) en azuur (blauw).
- Verlicht van het veld: door de geopende vensters is het (blauwe) veld te zien.
- Omgewend: naar heraldisch links gericht, dat wil zeggen, om te zien naar rechts (gezien van achter het schild).

## Verwant wapen
De leeuw in het eerste kwartier is afkomstig uit het wapen van Noord-Brabant :

Het wapen van Noord-Brabant, bevestigd bij Koninklijk Besluit van 15 juli 1920